# Maria Caninana
Maria Caninana é uma personagem do folclore brasileiro, especificamente da lenda do Cobra Norato, vinda do pará e de toda a Amazônia. Ela é filha de Boiuna, uma serpente gigantesca, e filha de uma indígena, Maria Caninana nasceu gêmea de Norato, um ser bondoso e protetor.[carece de fontes?] Enquanto ele era bondoso e ajudava todos, Maria Canina era cruel e fazia muitas maldades para as pessoas.[carece de fontes?] O Cobra Norato vendo isso, matou sua irmã Maria Caninana, em uma luta muito difícil, porém acabou com Maria Caninana morta. Depois disso Norato achou um jeito de quebrar o feitiço que o mantia preso á forma de Cobra[carece de fontes?] (veja Cobra Norato para mais). A lenda de Maria Caninana ganhou uma atualização, na segunda temporada da série da Netflix, Cidade Invisível. Na série ela é uma mulher indígena poderosa, com olhos penetrantes, capaz de hipnotizar a todos, fazendo com que a pessoa cujo está sobre o feitiço, faça todas as suas vontades.